# Morisonia oblongifolia
Morisonia oblongifolia är en kaprisväxtart som beskrevs av Nathaniel Lord Britton. Morisonia oblongifolia ingår i släktet Morisonia och familjen kaprisväxter. Inga underarter finns listade i Catalogue of Life.